# التزلج على الجليد في الألعاب البارالمبية الشتوية 2018
عُقدت منافسات التزلج على الجليد ضمن الألعاب البارالمبية الشتوية 2018 في 12 و 16 مارس 2018 في مركز جبال الألب جيونغسون في جانجنيونج، كوريا الجنوبية.

## التصنيف
ينقسم التزلج على الجليد إلى ثلاث فئات تصنيف.
إس بي-إل إل 1 (SB-LL1)
يعاني الرياضيون المتنافسون في فئة SB-LL1 من ضعف كبير في ساق واحدة، مثل البتر من فوق الركبة، أو "ضعف كبير مشترك في الساقين معًا"، مما يؤثر على توازنهم وقدرتهم على التحكم في اللوح وقدرتهم على التنقل عبر التضاريس غير المستوية.  سيستخدم الرياضيون الذين لديهم بتر أطرافًا اصطناعية أثناء السباق. 
إس بي-إل إل 2 (SB-LL2)
يعاني الرياضيون المتنافسون في فئة SB-LL2 من ضعف في إحدى الساقين أو كلتيهما "مع تقييد أقل للنشاط"، مثل البتر من أسفل الركبة. 
إس بي-يو إل (SB-UL)
يعاني الرياضيون المتنافسون في فئة SB-UL من ضعف في الأطراف العلوية، مما يؤثر على التوازن.  لا توجد مسابقات للسيدات في فئة SB-UL في ألعاب 2018. 

## جدول المسابقات
فيما يلي جدول المسابقات لجميع الفعاليات العشرة (10) (خمس فئات في سباق التزلج على الجليد وخمسة في سباق التزلج المتعرج).
جميع الأوقات محلية (التوقيت العالمي المنسق + 9).
| تاريخ   | وقت   | حدث                                                |
| ------- | ----- | -------------------------------------------------- |
| 12 مارس | 10:30 | تصفيات التزلج على الجليد للسيدات الجولة الأولى     |
| 12 مارس | 10:42 | تصفيات التزلج على الجليد للرجال الجولة الأولى      |
| 12 مارس | 11:54 | الجولة الثانية من تصفيات التزلج على الجليد للسيدات |
| 12 مارس | 11:59 | الجولة الثانية من تصفيات التزلج على الجليد للرجال  |
| 12 مارس | 13:33 | نهائيات التزلج على الجليد للرجال 1/8               |
| 12 مارس | 14:05 | ربع نهائي التزلج على الجليد للسيدات                |
| 12 مارس | 14:09 | ربع نهائي التزلج على الجليد للرجال                 |
| 12 مارس | 14:27 | نصف نهائي التزلج على الجليد للسيدات                |
| 12 مارس | 14:33 | نصف نهائي التزلج على الجليد للرجال                 |
| 12 مارس | 14:42 | نهائيات التزلج على الجليد للسيدات في فئة الصغار    |
| 12 مارس | 14:45 | نهائيات التزلج على الجليد للرجال في فئة الصغار     |
| 12 مارس | 14:49 | نهائيات كبيرة في رياضة التزلج على الجليد للسيدات   |
| 12 مارس | 14:56 | نهائيات التزلج على الجليد للرجال                   |
| 16 مارس | 10:30 | سباق التعرج النسائي 1                              |
| 16 مارس | 10:45 | سباق التعرج المائل للرجال 1                        |
| 16 مارس | 11:42 | سباق التعرج النسائي 2                              |
| 16 مارس | 11:57 | سباق التعرج المائل للرجال 2                        |
| 16 مارس | 12:54 | سباق التعرج النسائي 3                              |
| 16 مارس | 13:13 | سباق التعرج المائل للرجال 3                        |

## ملخص الميداليات

### جدول الميداليات
يعتمد الترتيب في الجدول على المعلومات المقدمة من قبل اللجنة البارالمبية الدولية (IPC) وهو متوافق مع اتفاقية اللجنة في جداول الميداليات المنشورة. افتراضيًا، يرتب الجدول حسب عدد الميداليات الذهبية التي فاز بها الرياضيون من دولة ما (في هذا السياق ، "الدولة" هي كيان تمثله اللجنة البارالمبية الوطنية). يؤخذ عدد الميداليات الفضية في الاعتبار بعد ذلك ثم عدد الميداليات البرونزية. إذا كانت الدول لا تزال متعادلة، تعطى ترتيب متساو وتسرد أبجديا حسب رمز البلد لدى اللجنة البارالمبية الدولية.
  *   البلد المضيف (مضيف)
| المرتبة | فريق                   | ذهبية | فضية | برونزية | المجموع |
| ------- | ---------------------- | ----- | ---- | ------- | ------- |
| 1       | الولايات المتحدة (USA) | 5     | 5    | 3       | 13      |
| 2       | هولندا (NED)           | 2     | 2    | 1       | 5       |
| 3       | أستراليا (AUS)         | 1     | 0    | 1       | 2       |
| 3       | اليابان (JPN)          | 1     | 0    | 1       | 2       |
| 3       | فنلندا (FIN)           | 1     | 0    | 1       | 2       |
| 6       | فرنسا (FRA)            | 0     | 1    | 1       | 2       |
| 7       | إيطاليا (ITA)          | 0     | 1    | 0       | 1       |
| 7       | النمسا (AUT)           | 0     | 1    | 0       | 1       |
| 9       | إسبانيا (ESP)          | 0     | 0    | 1       | 1       |
| 9       | كرواتيا (CRO)          | 0     | 0    | 1       | 1       |
| المجموع | المجموع                | 10    | 10   | 10      | 30      |

### مسابقات السيدات
| المسابقة               | الفئة  | الذهبية                         | الذهبية                         | الفضية                          | الفضية                        | البرونزية                     | البرونزية               |
| ---------------------- | ------ | ------------------------------- | ------------------------------- | ------------------------------- | ----------------------------- | ----------------------------- | ----------------------- |
| التزلج المتعرج         | SB-LL1 | برينا هاكابي · الولايات المتحدة | 56.17                           | سيسيل هيرنانديز · فرنسا         | 56.53                         | إيمي بيردي · الولايات المتحدة | 1:05.40                 |
| التزلج المتعرج         | SB-LL2 | بيبيان مينتل-سبي · هولندا       | 56.94                           | بريتاني كوري · الولايات المتحدة | 59.87                         | ليزا بونشوتن · هولندا         | 1:00.04                 |
| التزلج على الجليدcross | SB-LL1 | برينا هاكابي · الولايات المتحدة | برينا هاكابي · الولايات المتحدة | إيمي بيردي · الولايات المتحدة   | إيمي بيردي · الولايات المتحدة | سيسيل هيرنانديز · فرنسا       | سيسيل هيرنانديز · فرنسا |
| التزلج على الجليدcross | SB-LL2 | بيبيان مينتل-سبي · هولندا       | بيبيان مينتل-سبي · هولندا       | ليزا بونشوتن · هولندا           | ليزا بونشوتن · هولندا         | أستريد فينا · إسبانيا         | أستريد فينا · إسبانيا   |

### مسابقات الرجال
| المسابقة               | الفئة  | الذهبية                       | الذهبية                       | الفضية                          | الفضية                      | البرونزية                     | البرونزية                     |
| ---------------------- | ------ | ----------------------------- | ----------------------------- | ------------------------------- | --------------------------- | ----------------------------- | ----------------------------- |
| التزلج المتعرج         | SB-UL  | مايك مينور · الولايات المتحدة | 50.77                         | باتريك مايرهوفر · النمسا        | 51.36                       | سيمون باتمور · أستراليا       | 51.99                         |
| التزلج المتعرج         | SB-LL1 | نواه إليوت · الولايات المتحدة | 51.90                         | مايك شولتز · الولايات المتحدة   | 53.42                       | برونو بوسنياك · كرواتيا       | 54.08                         |
| التزلج المتعرج         | SB-LL2 | كوريمو ناريتا · اليابان       | 48.68                         | إيفان سترونج · الولايات المتحدة | 49.20                       | ماتي صور حماري · فنلندا       | 49.51                         |
| التزلج على الجليدcross | SB-UL  | سيمون باتمور · أستراليا       | سيمون باتمور · أستراليا       | مانويل بوزرلي · إيطاليا         | مانويل بوزرلي · إيطاليا     | مايك مينور · الولايات المتحدة | مايك مينور · الولايات المتحدة |
| التزلج على الجليدcross | SB-LL1 | مايك شولتز · الولايات المتحدة | مايك شولتز · الولايات المتحدة | كريس فوس · هولندا               | كريس فوس · هولندا           | نواه إليوت · الولايات المتحدة | نواه إليوت · الولايات المتحدة |
| التزلج على الجليدcross | SB-LL2 | ماتي صور حماري · فنلندا       | ماتي صور حماري · فنلندا       | كيث جابل · الولايات المتحدة     | كيث جابل · الولايات المتحدة | كوريمو ناريتا · اليابان       | كوريمو ناريتا · اليابان       |

## وصلات خارجية
- الموقع الرسمي بيونغ تشانغ نسخة محفوظة 2018-03-08 على موقع واي باك مشين.
- موقع اللجنة البارالمبية الدولية بيونغ تشانغ
- كتاب النتائج الرسمية-التزلج على الجليد